# National Radio Quiet Zone
Die National Radio Quiet Zone (NRQZ) ist eine Schutzzone funktechnischer Anlagen in den USA.
Sie liegt in den Bundesstaaten Virginia, West Virginia und zu einem kleinen Teil Maryland und umfasst rund 34.000 km2, was in etwa der Größe Nordrhein-Westfalens entspricht. Die Grenzen der National Radio Quiet Zone werden durch die Längengrade 80° 30′ W und 78° 30′ W sowie die Breitengrade 37° 30′ N und 39° 15′ N gebildet.
Die Zone wurde 1958 durch die Federal Communications Commission eingerichtet.
In ihr befinden sich das Green-Bank-Observatorium des National Radio Astronomy Observatory (NRAO) in Green Bank und die Sugar Grove Station des U.S. Navy Information Operations Command (NIOC) in Sugar Grove (West Virginia), heute zur National Security Agency (NSA, ECHELON-Netzwerk, seit April 2013) gehörend.
Der Betrieb von Rundfunksendeanlagen ist in der National Radio Quiet Zone stark eingeschränkt. Dadurch wird der Funkempfang der Teleskope durch einen reduzierten Störpegel verbessert. Im näheren Umfeld des Green-Bank-Observatoriums, nämlich in einer Entfernung von 20 Meilen, gibt es daher keinen Mobiltelefonempfang, und das NRAO sucht dort aktiv nach Störquellen wie schlecht abgeschirmten elektrischen Anlagen, ungünstig betriebenen WLAN-Netzen, Mikrowellen-Öfen u. ä. und kümmert sich um deren Behebung. Bei Zuwiderhandlungen kann die FCC, jedoch nicht das NRAO, Bußgelder verhängen. Benzinmotoren sind in direkter Nähe der Anlagen aufgrund deren Zündkerzen verboten.
Die Zone wird seit einiger Zeit von Menschen, die sich als elektrosensibel bezeichnen, als Wohnort aufgesucht.